# いでは文化記念館
いでは文化記念館（いではぶんかきねんかん）は、山形県鶴岡市にある記念館である。

## 概要
出羽三山文化と修験の世界を学び、体験し、未来へ伝える拠点として設立された記念館である。資料展示の他、法螺貝試吹体験や山伏修行体験も行っている。いでは文化記念館内には羽黒町観光協会の事務所もある。星野文紘（羽黒山伏）によって建てられた。
いでは文化記念館の"いでは"は、"出羽"、ドイツ語の"idea（イディア＝理想理念）"からきている。

## 施設概要
| 2F                                                         |
| ---------------------------------------------------------- |
| 収蔵品展示室 和室 図書閲覧室 レクチャールーム              |
| 1F                                                         |
| 常設展示室 企画展示室 ホール レクチャーホール 喫茶コーナー |

## 入館料
- 一般
  - 個人
    - 400円

  - 団体（15名以上）
    - 350円
- 大学生・高校生
  - 個人
    - 300円

  - 団体（15名以上）
    - 250円
- 中学生以下
  - 個人
    - 200円

  - 団体（15名以上）
    - 150円

障がい者手帳を持っている者は半額で入館可能。(介助者は1名無料)

## 開館時間
- 4月 - 11月
  - 午前9時 - 午後4時30分
- 12月 - 3月
  - 午前9時30分 - 午後4時

レクチャーホール・レクチャールーム・和室等は午前9時 - 午後10時の間利用可能。

## 休館日
- 火曜日
- 年末年始

7、8月及びゴールデンウィーク期間は無休。

## アクセス
- バス
  - JR鶴岡駅前2番乗り場より路線バス羽黒山頂行き又は月山八合目行きで約40分→「いでは文化記念館前」バス停より徒歩約1分。
  - 鶴岡駅前2番乗り場より路線バス随神門行きで約40分→「随神門」バス停より徒歩約5分
- 車
  - 山形自動車道庄内あさひICから40分。

無料駐車場あり（3ヵ所）